# Comedy rock
Comedy rock je hudební žánr, který spojuje rockovou hudbu a komedii, často satiru a parodii.
Časné příklady zahrnují Stana Freberga, který parodoval amerických umělců jako Elvis Presley, Carl Perkins „Blue Swede Shues“, The Coasters „Yakety Yak“, Bobby „Boris“ Picket, David Seville, The Ran-Dells, Napoleon XIV, Sheba Wooley, jejichž „Purple People Eater“ dosáhl # 1 v hitparádě Billboard Pop Chart v roce 1958 a zůstal tam 6 týdnů.
Je známých mnoho rockových a pop punkových skupin hlavního proudu, které zasahují do komedie. Například Cheech & Chong, Frank Zappa, „Weird Al“ Yankovic, Bloodhound Gang, Blink-182, Bowling for Soup, Reel Big Fish, Sublime, Primus, System of a Down, The Presidents of the United States of America nebo Tenacious D.